# 10657 Wanach
10657 Wanach è un asteroide della fascia principale. Scoperto nel 1971, presenta un'orbita caratterizzata da un semiasse maggiore pari a 2,7955612 UA e da un'eccentricità di 0,0443861, inclinata di 3,61741° rispetto all'eclittica.